# Kolpo
Kolpo is een bestuurslaag in het regentschap Sumenep van de provincie Oost-Java, Indonesië. Kolpo telt 4210 inwoners (volkstelling 2010).